# Lamprosema xanthota
Lamprosema xanthota là một loài bướm đêm trong họ Crambidae.